# Cepeda (Spanyolország)
Cepeda egy község Spanyolországban, Salamanca tartományban. Cepeda Villanueva del Conde, Miranda del Castañar, Sotoserrano, Madroñal és Monforte de la Sierra községekkel határos. Lakosainak száma 303 fő (2024).

## Népesség
A település népessége az elmúlt években az alábbi módon változott:
| Lakosok száma | 522  | 478  | 436  | 412  | 377  | 361  | 346  | 311  | 290  | 303  |
|               | 2001 | 2004 | 2007 | 2009 | 2012 | 2014 | 2017 | 2019 | 2022 | 2024 |